# Haematoscarta flavifrons
Haematoscarta flavifrons är en insektsart som beskrevs av Schmidt 1925. Haematoscarta flavifrons ingår i släktet Haematoscarta och familjen spottstritar. Inga underarter finns listade i Catalogue of Life.